# Кругсдорф
Кругсдорф (нем. Krugsdorf) — община в Германии, районный центр, расположен в земле Мекленбург-Передняя Померания.
Входит в состав района Иккер-Рандов. Подчиняется управлению Иккер-Рандов-Таль. Население составляет 425 человек (2009); в 2003 г. — 447. Занимает площадь 8,34 км².
| 1991 | 1995 | 2000 | 2005 | 2010 | 2019 |
| ---- | ---- | ---- | ---- | ---- | ---- |
| 355  | 326  | 406  | 420  | 416  | 447  |